# Samuel Hunter Christie
Samuel Hunter Christie (Londres, 22 de março de 1784 — 24 de janeiro de 1865) foi um matemático, físico e astrônomo britânico.
Estudou matemática no Trinity College (Cambridge). Interessou-se particularmente por magnetismo, estudando o campo magnético terrestre e projetando melhoramentos da bússola. Algumas de suas pesquisas sobre magnetismo foram feitas em colaboração com Peter Barlow.